# Phyllotreta cruciferae

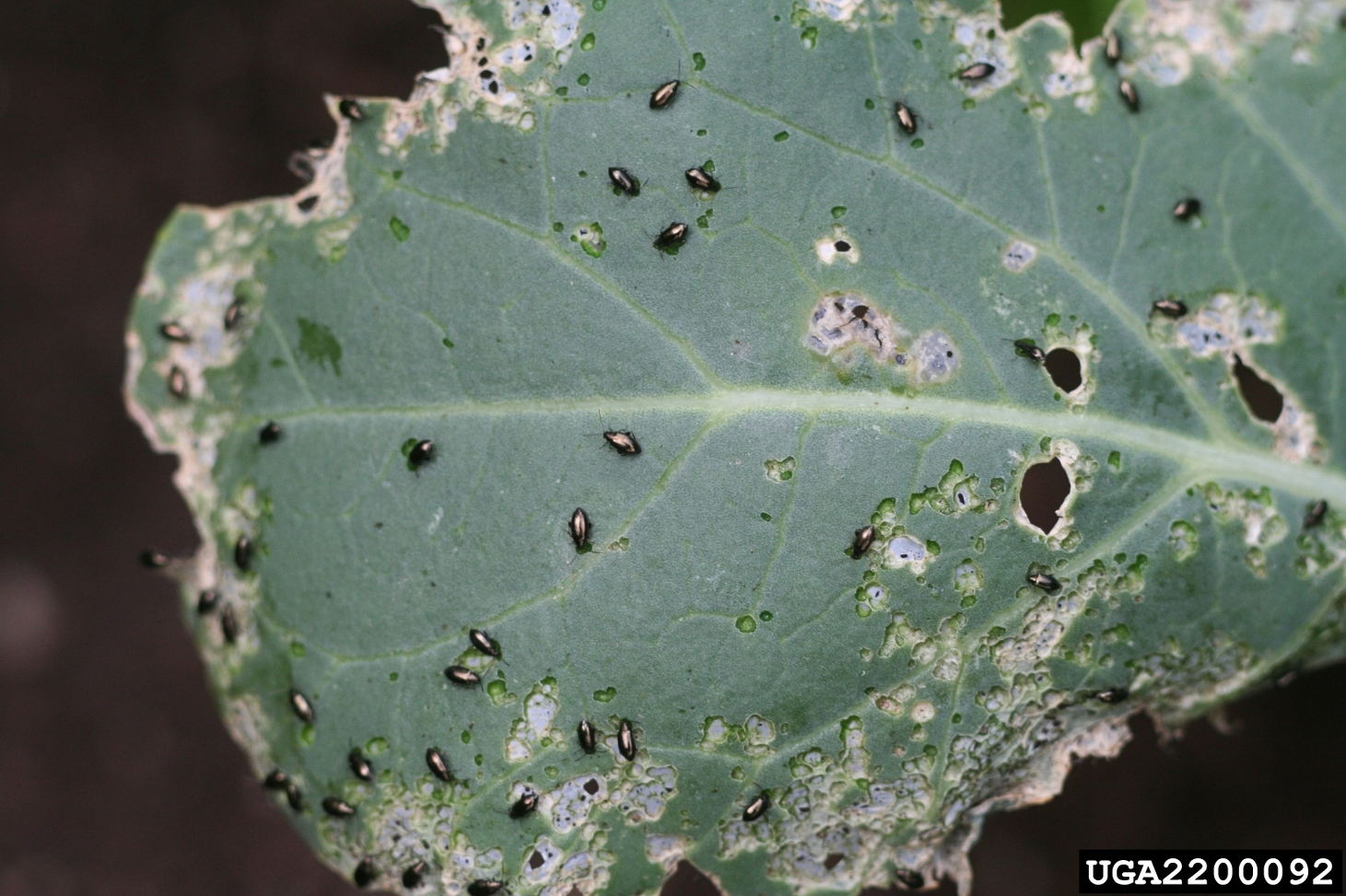
Phyllotreta cruciferae. Plaga de pulguilla en brócoli.

Phyllotreta cruciferae es una especie de escarabajo de la familia Chrysomelidae. Se los conoce como pulguilla de las crucíferas o como altisas.

## Descripción
Miden 2-3 mm de longitud. Tienen una coloración brillante azul oscura que carece de rayas longitudinales amarillas, lo cual los distingue de especies relacionadas.

## Distribución
Su distribución original es Eurasia. Ha sido introducido en Norteamérica.

## Plaga y tratamiento
Junto con las especies del género P. nemorum, P. atra y P. undulata son plagas de crucíferas. Aunque no suelen causar la muerte de las plantas, sí son grandes devoradoras que pueden ocasionar la muerte en plantas pequeñas y retrasos en el desarrollo de plantas más adultas.
Algunas medidas preventivas son la rotación de cultivos, el riego por aspersión o las coberturas flotantes con finas mallas o manta térmica. Como tratamiento de agricultura biológica se pueden utilizar extractos repelentes de menta, cebolla y chile con una efectividad limitada.